# Forrest Griffin
Forrest Griffin (ur. 1 lipca 1979 roku w Columbus) – amerykański zawodnik mieszanych sztuk walki (MMA) w latach 2001-2013. Zwycięzca pierwszego sezonu The Ultimate Fighter oraz były mistrz wagi półciężkiej UFC z 2008 roku. Członek Galerii Sław UFC.

## Kariera sportowa
Griffin w MMA zadebiutował w 2001 roku. Swoje pierwsze walki toczył na zasadach amatorskich. Dopiero pod koniec roku w październiku stoczył zawodowy pojedynek przeciw Danowi Severnowi. Ostatecznie przegrywając na punkty. Kolejny pojedynek stoczył miesiąc później w Południowej Afryce odprawiając przed czasem zawodnika gospodarzy Wiehana Lesha.
Kolejne pojedynki toczył na mniejszych amerykańskich turniejach. Zwyciężał m.in. z  utytułowanym grapplerem Jeffem Monsonem, zapaśnikami  Travisem Fultonem i Chaelem Sonnenem oraz przegrał przed czasem z Jeremym Hornem.

### The Ultimate Fighters
W 2005 roku wziął udział w pierwszej edycji programu The Ultimate Fighter transmitowanego w telewizji Spike TV. Będąc w drużynie prowadzonej przez Chucka Liddella dostał się do półfinału wagi półciężkiej w którym wyeliminował Sama Hogera przez techniczny nokaut. W finale który miał miejsce 9 kwietnia pokonał na punkty Stephana Bonnara po emocjonującym i dynamicznym 15 minutowym pojedynku. W nagrodę za zwycięstwo w finale, Griffin otrzymał kontrakt na walki w UFC. Prezydentowi UFC Danie White'owi tak spodobała się waleczność i determinacja obu zawodników, iż postanowił również nagrodzić kontraktem Bonnara. Wrestling Observer Newsletter oraz wiele branżowych portali uznało ten pojedynek za walkę roku w MMA, a sam White uznał pojedynek Griffin vs Bonnar najlepszą walką w historii UFC.

### UFC
Pierwsze dwie walki od podpisania kontraktu wygrał – obie przed czasem. Po tych przekonujących zwycięstwach dano mu szansę stoczenia walki z byłym mistrzem UFC wagi półciężkiej Tito Ortizem (15 kwietnia 2006 – UFC 59) którą ostatecznie przegrał przez niejednogłośną decyzję sędziów. Kolejny raz pojedynek z udziałem Griffina został ogłoszony walką roku – tym razem przez Fighter Spirit Magazine.
Jeszcze w tym samym roku 26 sierpnia (UFC 62) pokonał w rewanżowym pojedynku również na punkty Stephana Bonnara, a 30 grudnia przegrał przez techniczny nokaut z Keithem Jardine (UFC 66).
We wrześniu 2007 roku zmierzył się z debiutującym w UFC, byłym mistrzem PRIDE w wadze średniej Brazylijczykiem Mauricio Ruą. Faworyzowany Brazylijczyk nie sprostał jednak Griffinowi i przegrał przez poddanie na 15 sekund przed końcem pojedynku.
Po zwycięstwie nad Brazylijczykiem stał się pierwszym pretendentem do pasa mistrzowskiego w wadze półciężkiej który był w posiadaniu Quintona Jacksona. Do walki doszło 5 lipca 2008 roku na UFC 86. Znów stawiany w roli „underdoga” Griffin pokonał po 25-minutowym pojedynku na punkty Jacksona i odebrał mu pas mistrzowski. Trzeci raz w karierze pojedynek Griffina został uznany za walkę roku według Wrestling Observer Newsletter. Pas mistrzowski stracił w pierwszej obronie na rzecz Rashada Evansa przegrywając z nim przez TKO na UFC 92 w grudniu 2008 roku.
Drugą porażkę z rzędu zanotował 8 sierpnia 2009 roku z rąk Brazylijczyka Andersona Silvy przez KO w 1. rundzie który normalnie walczy w kategorii niżej. Pod koniec tego samego roku stoczył drugi pojedynek z Tito Ortizem (UFC 106). Griffin zrewanżował się Ortizowowi za porażkę z 2006 roku i wygrał z nim na punkty.
Ponownie w oktagonie pojawił się dopiero po ponad roku przerwy. 5 lutego 2011 roku zmierzył się z Richem Franklinem i wygrał z nim przez jednogłośną decyzję sędziów. Jeszcze w tym samym roku 27 sierpnia zmierzył się ponownie z Brazylijczykiem Mauricio Ruą – z którym w 2007 roku wygrał. Tym razem pojedynek miał miejsce w kraju kawy – Brazylii. Mając za sobą praktycznie całą widownię po swojej stronie, Rua pokonał przez nokaut Griffina już na początku 1. rundy.
Po tej przegranej przez prawie rok był nieaktywny. Dopiero 7 lipca 2012 zmierzył się z mającym ostatnią walkę w kontrakcie w UFC Tito Ortizem. W tym pożegnalnym pojedynku dla Ortiza zwyciężył Griffin na punkty chociaż był dwukrotnie nokdaunowany przez swojego rywala. Pod koniec roku miało dość do rewanżowego pojedynku z Chaelem Sonnenem ale ostatecznie walka nie doszła do skutku. W maju 2013 roku Griffin ogłosił zakończenie kariery MMA.
6 lipca został włączony do Galerii Sław UFC razem ze Stephanem Bonnarem.

## Osiągnięcia
- 2005: The Ultimate Fighter 1 - zwycięzca programu
- 2008: Mistrz UFC w wadze półciężkiej
- 2015: Członek Galerii Sław UFC

## Życie prywatne
Griffin jest żonaty z Jaime Logiudice od 2009 roku. Para ma córkę która urodziła się w sierpniu 2011 roku (na 9 dni przed pojedynkiem Griffina z Ruą w Rio de Janeiro). W 2010 roku napisał książkę pod tytułem “ Be Ready When the Shit Goes Down: A Survival Guide to the Apocalypse”.